# Yahia ibn Zikrawaih
Yahia ibn Zikrawaih, également connu sous Sahib al-Naqa («Maître de la chamelle»), était un dirigeant Qarmate dans le désert syrien au début du Xe siècle.

## Biographie
Yahia était le fils aîné du leader Qarmate Zikrawaih ibn Mihrawaih. Son nom faisait directement allusion à Jean le Baptiste (connu sous le nom de Yahia ibn Zakariyya dans l'Islam) et prétendait être le Mahdi attendu,. Avec son frère Husain, Yahia a établi une base d'opérations à Palmyre. Les frères ont réussi à obtenir le soutien de nombreux bédouins locaux.
À partir de cette base, ils ont commencé à lancer des raids contre les Abbassides et Toulounides, avec des effets dévastateurs,. En 902, les Qarmates ont défait les Toulounides sous Tughj ibn Juff près de Raqqa et ont assiégé Damas,. Tughj a réussi à tenir la ville et Yahia a été tué,.